# Optymaci
Optymaci (łac. optimates, od optimus – „najlepszy”) – konserwatywne ugrupowanie polityczne w starożytnym Rzymie, powstałe w drugiej połowie II wieku p.n.e. Jego najwybitniejsi przedstawiciele to Sulla i Pompejusz Wielki oraz ród Scypionów.
Ugrupowanie to skupiało członków bogatych rodów senatorskich, które przeciwstawiały się próbom demokratyzacji ustroju, zwalczając popularów. Odpowiedzialne było za śmierć trybunów ludowych – Tyberiusza Grakcha i jego brata Gajusza Grakcha. Optymaci postulowali, aby zaprzestać dalszych podbojów i strzec niepodległości państwa oraz zdobytych już granic.
Optymaci faworyzowali nobiles (rody szlachetnie urodzonych) i sprzeciwiali się dopuszczaniu homines novos („nowych ludzi”, pochodzących przeważnie z prowincji, nieposiadających wśród przodków urzędników wysokiego szczebla) do udziału w życiu politycznym Rzymu. Cyceron, zdecydowany zwolennik optymatów, sam był homo novus jako pierwszy senator w swym rodzie i nigdy nie został w pełni przez optymatów zaakceptowany.
W tym schyłkowym okresie istnienia Republiki optymaci opowiedzieli się po stronie Pompejusza, a przeciw Cezarowi.